# Personaldiagnostik
Bei der Personaldiagnostik handelt es sich um ein Vorgehen zur Personalauswahl bzw. Mitarbeiterauswahl (Selektion) und zur Personalplatzierung. Es dient oft als Grundlage einer systematischen Personalentwicklung (Modifikation), auf der dann eine Karriereplanung und Nachfolgeplanung im Unternehmen aufgesetzt werden kann. Die Personaldiagnostik wird zur Mitarbeiterbeurteilung hinsichtlich Motivation, Leistungsvermögen, Leistungsdisposition, Leistungsbereitschaft, sowie Kompetenzen und Potentialbeurteilung von Bewerbern, deren Bewerbungsunterlagen, zur internen Personalbeurteilung rund um die Themen Karriereplanung, Nachfolgeplanung sowie High Potential Entwicklung eingesetzt.

## Aufgaben der Personaldiagnostik
Zu den Aufgaben der Personaldiagnostik gehört die Personalbestandsanalyse unter qualitativen Prüfkriterien, als Basis einer evaluierbaren Persönlichkeitsentwicklung, Teamentwicklung und Organisationsentwicklung. Die Personaldiagnostik hilft hier bei der Feststellung des Personalentwicklungsbedarfs, der Variabilität im Personaleinsatz und der Vorhersage eines unternehmerischen zukünftigen Personalbedarfs.
Darüber hinaus bietet die Personaldiagnostik Methoden der Spezifizierung, Evaluation und Optimierung von Weiterbildungsmaßnahmen.
Die Personaldiagnostik stellt ferner Werkzeuge bereit um den aktuellen Entwicklungsbedarf von Mitarbeitern festzustellen, Weiterbildungsinhalte zu spezifizieren und zukünftige Personalentwicklungsmaßnahmen zu optimieren.
Bei der Personalauswahl findet die Personaldiagnostik Anwendung in der Analyse der Tätigkeiten und die Ableitung der Anforderungen, die an einen zukünftigen Mitarbeiter gestellt werden. Ein Vorteil ist die Reduzierung von Fehlentscheidungen, die durch eine Anforderungsanalyse vorgenommen werden kann.

## Eignungsdiagnostische Verfahren zur Personalauswahl
Zur Beurteilung von Personen oder Arbeitsbedingungen werden verschiedene eignungsdiagnostische Verfahren angewendet.
Die meist verwendeten Verfahren sind:
- Auswertung von Bewerbungsunterlagen und Lebenslaufanalysen
- Referenzanalysen
- Auswahlgespräche und Bewerberinterviews
- Personalfragebögen
- Biografischer Fragebogen
- Individuelle Testverfahren
- Berufliches Profiling
- Assessment-Center
- Multimodales Interview
- Eignungstest
- Einstellungstest
- Integritätstest
- Persönlichkeitstest
- Persönlichkeitsentwicklungstest und Ich-Entwicklungstest
- Management Audit und 360°-Feedback
- Psychologische Testverfahren mit individuellen Prüfvariablen

Zu den methodischen Zugängen zu diesen Verfahren zählen die Befragung, Beobachtung und Testung beispielsweise im Rahmen von Assessment-Center, psychologischen Testverfahren, Fragebögen, Interviews, Dokumentenanalysen und Arbeitsproben.
Psychologische Testverfahren werden in der Personaldiagnostik als standardisierte, routinemäßig anwendbare Verfahren zur Messung individueller Verhaltensmerkmale, Rollenverständnis, Einstellung sowie Eignung eingesetzt. Aus den Testergebnissen können unter anderem Schlüsse auf das Verhalten, die Potenziale und Eigenschaften der Person gezogen werden.
Im Fokus der Eignungsprüfung von Mitarbeitern und Bewerbern für definierte Tätigkeitsbereiche steht die Kompetenzanalyse sowie Potentialanalyse, mit deren Hilfe die persönlichen Fähigkeiten, Stärken und Neigungen erfasst werden können, aber auch Vorhersagen über ein zukünftig weiteres denkbares Einsatzspektrum des Mitarbeiters. Die Testergebnisse werden dann mit den erforderlichen Schlüsselkompetenzen abgeglichen, außerdem unterstützen sie bei der beruflichen Standortbestimmung und geben Hinweise auf den individuellen Unterstützungsbedarf.
Aufgrund leicht auftretenden Fehlinterpretationen sollten diese Verfahren nur von einschlägig ausgebildetem Fachpersonal durchgeführt werden. Viele Unternehmen beauftragen deshalb auch eine externe Personalberatung mit der Durchführung der Personaldiagnostik. Um die Effizienz und Objektivität zu erhöhen, werden verschiedene Verfahren auch computergestützt durchgeführt.

## Gesetzliche Bestimmungen
Die rechtliche Zulässigkeit klinischer Diagnoseverfahren in betrieblichen Interessenlagen wird durch das deutsche Betriebsverfassungsgesetz determiniert. Auch in Österreich wäre bei Mitarbeitern der Abschluss einer Betriebsvereinbarung (§ 96, § 96a ArbVG), und in Unternehmen ohne Betriebsrat das Einverständnis des Mitarbeiters notwendig. Bewerber sind nicht durch das Arbeitsverfassungsgesetz geschützt. Zusätzlich muss die Datenschutzkommission vorher der Erhebung zustimmen (§ 18 Abs2 Z1, § 21 Abs2 DSG) da es sich um sog. „sensible Daten“ (§ 4 Z2 DSG) handelt.
In Österreich ist die Kurzform des MMPI vorgeschrieben, wenn ein (privater) Antrag auf waffenrechtliche Dokumente gestellt wird (§ 3 Abs2 1. Waffengesetz-Durchführungsverordnung); etwa durch Bewerber bei einem Wachdienst. Bewerber die in den Polizeidienst eintreten wollen, müssen diesen Test ebenfalls absolvieren.

## Was misst die Personaldiagnostik?
Um Potenziale besser einschätzen zu können, misst die Personaldiagnostik mithilfe von eignungsdiagnostischen Verfahren die
- Motivationen (z. B. Leistungsmotivation, Machtmotivation),
- Fähigkeiten (z. B. verbale Intelligenz),
- Interessen (z. B. mathematisch-technische Vorliebe),
- Verhalten (z. B. die Bearbeitung von Aufgaben) von Mitarbeitern und
- Entwicklungsstand (z. B. Bedeutungsmuster, Ich-Strukturen).